# 国立台湾芸術大学
国立台湾芸術大学（こくりつたいわんげいじゅつだいがく、繁: 國立台灣藝術大學、英: National Taiwan University of Art）は、台湾新北市板橋区に位置する中華民国の国立芸術大学である。大学の略称は台芸大。国際的には、映画監督のアン・リーとホウ・シャオシェンの母校として著名である。

## 歴史
| 年     | 月日     | 事跡                                                                  |
| ------ | -------- | --------------------------------------------------------------------- |
| 1955年 | 10月31日 | 国立芸術学校として開校 影劇科、国劇科、美術印刷科を設置               |
| 1956年 | -        | 3年制の影劇編導専修科を設置                                           |
| 1957年 | -        | 5年制の音楽与美術工芸科を設置 影劇科、国劇科、美術印刷科も5年制に変更 |
| 1959年 | -        | 教育簡略化のため生徒募集を停止                                        |
| 1960年 | -        | 国立台湾芸術専科学校と改編                                            |
| 1961年 | -        | 美工科の生徒募集を再開                                                |
| 1962年 | -        | 美術科を設置 美印科のセと募集を再開                                   |
| 1963年 | -        | 3年生の夜間部を設置 広播電視科を設置                                  |
| 1964年 | -        | 夜間部美術科、美印科を設置                                            |
| 1967年 | -        | 美術科を彫塑科と改称                                                  |
| 1968年 | -        | 広播電視科を設置 夜間部美印科、音楽家の募集を停止                     |
| 1973年 | -        | 夜間部舞踏科を設置                                                    |
| 1977年 | -        | 5年制の舞踏科、3年制の夜間部国楽科を設置                              |
| 1981年 | -        | 演劇科を戯劇科と電影科に改編                                          |
| 1985年 | -        | 美工科に工芸コースとデザインコースを設置                              |
| 1987年 | -        | 美工科に陶芸コースを設置                                              |

## 組織
| - 放送学院 - 映画学系 - テレビ放送学系 - イメージ放送芸術学系 - 応用マスメディア芸術研究所 - 美術学院 - 美術学系 - 彫刻学系 - 古美術修復学系 - 書画学系 - 造形芸術研究所 - 版画芸術研究所 | - 表現学院 - 演劇劇場応用学系 - 音楽学系 - 舞踊学系 - 中国音楽学系 - 表現芸術研究所 - デザイン学院 - 工芸デザイン学系 - 視覚伝達デザイン学系 - マルチメディアアニメーション学系 |

## スポーツ・サークル・伝統
| - 児童美術部 - 康輔部 - 登山部 - 国術部 - 慈青会 - ECC部 - 陶芸部 - ギター部 - 児童指導部 - 3Dアニメーション研究部 - 写真部 - マンガ研究部 | - 台湾研究部 - 法輪功研究部 - ダンス研究部 - 華道部 - 華僑留学生会 - フラミンゴ部 - 放送部 - バスケットボール部 - ロック同好会 - 同窓会 - 聖書研究部 - 学生会 |

## 主な出身者
- 李安（アン・リー） - 映画監督
- 侯孝賢（ホウ・シャオシェン） - 映画監督